# Reazione (gruppo musicale)
Reazione è una band Punk Ska Oi! italiana fondata a Rimini.

## Storia
Nati nel 1993, i Reazione sono conosciuti nel panorama punk rock italiano ed estero per i loro numerosi concerti insieme a storiche band Oi! come G.B.H., Exploited, Cock Sparrer ed anche gruppi più recenti come i Dropkick Murphys
La band ha pubblicato complessivamente quattro album (la gran parte con il supporto dell'etichetta francese Dirty Punk Records) ed ha anche partecipato in numerose altre raccolte.

## Formazione
Componenti attuali
- Ricky - voce
- Tex - chitarra
- Betty - basso
- Jack - batteria

2013 - 2017
- Ricky - voce
- Tex - chitarra
- Betty - basso
- Matteo - batteria

2003 - 2013
- Ricky - voce
- Stiff Ivan - chitarra
- Betty - basso
- Filo, Pantera, Fred, Tex - batteria

1993 - 2003
- Yanez - voce
- Ricky - chitarra
- Betty - basso
- Emer, Castel, Matteo, Lucio - batteria

## Discografia
- 1994 - Contro il muro (demo)
- 1997 - L'altra faccia della riviera
- 1998 - Indelebile (EP riedito insieme a L'altra faccia della riviera nel 2000)
- 2002 - Scars 'n' Beers
- 2006 - Prohibited
- 2007 - Best of Reazione (raccolta)
- 2011 - Very Disaster! (CD and Vinyl split with Peter & The Test Tube Babies)
- 2015 - Reazione Greatest Hits 1993-2015 (Online mp3)